# Orde van Verdienste (Portugal)
De Orde van Verdienste (Portugees: "Ordem da Benemerència") is een  Portugese ridderorde.
De orde werd op 30 januari 1929 door de Portugese president ingesteld en heeft als doel Portugezen en vreemdelingen te onderscheiden voor hun verdiensten voor het bestuur en de nijverheid. Ook voor bijzondere bijdragen aan de volksgezondheid en welzijn wordt deze onderscheiding toegekend.
Er zijn vijf graden.
- Grootkruis
- Grootofficier
- Commandeur
- Officier

Aan de orde is een medaille verbonden. Er zijn geen ridders.
Het motto van de orde is "Benemerència" wat met "welverdiend" kan worden vertaald.
Het kleinood is een blauw geëmailleerd kruis van Malta. De ster is gelijk aan het kruis van de orde en is bij de grootkruisen van goud en bij de grootofficieren van zilver. Op het kruis is een gouden medaillon gelegd met een gouden ster en een witte ring met een gouden lauwerkrans en het motto van de orde. Ook boven het kruis is een lauwerkrans als verhoging bevestigd.
De medaille is een kleinere uitvoering van het kruis, maar van zilver waar de kruisen van de hogere graden van goud zijn.
Het lint is zwart met een brede gele middenstreep.

## Galerij

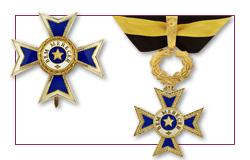